# Гларус (кантон)
Гларус (нім. Glarus, фр. Glaris, італ. Glarona, ромш. Glaruna) — німецькомовний кантон на сході Швейцарії. Адміністративний центр — місто Гларус.

## Історія
Кантон став частиною швейцарської конфедерації в 1352 році. У 1799 році під час швейцарського походу О. В. Суворова біля Гларуса сталася битва між авангардом російської армії і французькими загонами, що закінчилася перемогою росіян.